# Robert Donat
Robert Donat   (Withington, 18 de març de 1905 - Londres, 9 de juny de 1958) va ser un actor de teatre i cinema anglès. Debuta al teatre, després és un dels joves més vistos del cinema britànic dels anys 1930.
Té ja dos grans èxits al seu actiu, La vida privada d'Enric VIII d'Alexander Korda (1933) i The Comte of Monte Cristo de Rowland V. Lee (1934), quan Alfred Hitchcock el contracta per als Els trenta-nou graons (1935). Així, roda amb René Clair (The Ghost Goes West el 1935, amb Jean Parker), Jacques Feyder (Knight Without Armour, el 1937, amb Marlene Dietrich, King Vidor (The Citadel el 1938), Sam Wood (Goodbye, Mr. Chips, el 1939, el seu més gran èxit popular per al qual obté l'Oscar al millor actor, Carol Reed (The Young Mr. Pitt, el 1942).
El 1948 passa a fer de director amb The Cure for Love, però no repeteix l'experiència.
Troba un gran paper el 1951 a The Magic Box de John Boulting; hi encarna l'inventor anglès del cinematògraf, Friese Greene.
El 1958, interpreta un últim paper, el del Mandarí de Yang Cheng, a The Inn of the Sixth Happiness de Mark Robson, per al qual és nominat al Globus d'Or al millor actor dramàtic. Mor poc després d'una crisi d'asma.

## Filmografia
| Any  | Pel·lícula                                                    | Paper                                                  | Notes                                            |
| ---- | ------------------------------------------------------------- | ------------------------------------------------------ | ------------------------------------------------ |
| 1932 | Men of Tomorrow                                               | Julian Angell                                          |                                                  |
| 1932 | That Night in London                                          | Dick Warren                                            |                                                  |
| 1933 | Cash                                                          | Paul Martin                                            |                                                  |
| 1933 | La vida privada d'Enric VIII (The Private Life of Henry VIII) | Thomas Culpeper                                        |                                                  |
| 1934 | The Comte of Monte Cristo                                     | Edmond Dantès, el comte                                |                                                  |
| 1935 | Els trenta-nou graons (The 39 Steps)                          | Richard Hannay                                         |                                                  |
| 1936 | The Ghost Goes West                                           | Murdoch Glourie/Donald Glourie                         |                                                  |
| 1937 | La comtessa Alexandra (Knight Without Armour)                 | Peter Ouronov                                          |                                                  |
| 1938 | The Citadel                                                   | Dr. Andrew Manson                                      | Nominació − Oscar al millor actor                |
| 1939 | Goodbye, Mr. Chips                                            | Mr. Chips                                              | Oscar al millor actor                            |
| 1942 | The Young Mr. Pitt                                            | William Pitt / The Earl of Chatham                     |                                                  |
| 1943 | Sabotage Agent                                                | Capità Terence Stevenson, també conegut com Jan Tartu  | també conegut com The Adventures of Tartu        |
| 1943 | The New Lot                                                   | Actor                                                  | no surt als crèdits                              |
| 1945 | Perfect Strangers                                             | Robert Wilson                                          |                                                  |
| 1947 | Capità Boycott                                                | Charles Stewart Parnell                                |                                                  |
| 1948 | The Winslow Boy                                               | Sir Robert Morton                                      |                                                  |
| 1950 | The Cure for Love                                             | Sergent Jack Hardacre                                  |                                                  |
| 1951 | The Magic Box                                                 | William Friese-Greene, "l'oblidat inventor del cinema" |                                                  |
| 1955 | Lease of Life                                                 | Rev. William Thorne                                    | Nominació − BAFTA al millor actor                |
| 1958 | The Inn of the Sixth Happiness                                | el mandarí de Yang Cheng                               | Nominació − Globus d'Or al millor actor dramàtic |